# Le Prix de l'Eden
Albums de Pauline Croze
Un bruit qui court
(2007) Bossa nova
(2016)
Le Prix de l'Eden est le troisième album de la chanteuse française Pauline Croze, sorti en 2012.
Ce nouvel opus a été produit par Édith Fambuena.
Vincent Delerm a composé et écrit le titre Dans la ville. On retrouve également le titre Quelle heure est-il ? coécrit par Pauline Croze et Antoine Massoni. Enfin, Ignatus a également coécrit deux titres sur l'album : Le prix de l'Eden (paroles de Pauline Croze & Ignatus ; musique de Pauline Croze) et Ma rétine (paroles de Pauline Croze & Ignatus ; musique de Pauline Croze).

## Liste des titres
| No  | Titre                    | Auteur                           | Durée |
| --- | ------------------------ | -------------------------------- | ----- |
| 1.  | Dans la ville            | Vincent Delerm                   | 2:45  |
| 2.  | Le Prix de l'Eden        | Pauline Croze et Ignatus         | 2:40  |
| 3.  | Aux quatre coins de toi  | Pauline Croze                    | 3:27  |
| 4.  | Cicatrices               | Pauline Croze                    | 3:01  |
| 5.  | Quelle heure est-il ?    | Pauline Croze et Antoine Massoni | 3:15  |
| 6.  | Oui mais                 | Pauline Croze                    | 3:26  |
| 7.  | Le Chant de l'orpailleur | Pauline Croze                    | 3:25  |
| 8.  | De la joie               | Pauline Croze                    | 2:36  |
| 9.  | Heures creuses           | Pauline Croze                    | 3:01  |
| 10. | Cache cache              | Pauline Croze                    | 4:07  |
| 11. | Ma rétine                | Pauline Croze et Ignatus         | 5:10  |